# Deutsch-Französischer Finanz- und Wirtschaftsrat
Der Deutsch-Französische Finanz- und Wirtschaftsrat (DFFWR; französisch Conseil économique et financier franco-allemand, CEFFA) ist eine bilaterale Einrichtung, die durch die Folgen des Élysée-Vertrages entstanden ist.
In einem Zusatzprotokoll aus dem  Jahr 1988, dass unter der damaligen Regierung Kohl und der Regierung Mitterrand erarbeitet wurde, ist der Grundstein des Rates geschaffen worden.
Das Zusatzprotokoll dient der Gründung und Verabredung grundlegender Wirtschafts- und finanzpolitischer Fragen unter Hinzuziehung der jeweiligen Zentralbankvorsitzenden. Durch die zwei Zusatzprotokolle aus dem Jahr 1988 ist unter anderem diese Institution als Blaupause und Bündelung von gemeinsamen Interessen im Blickwinkel der Europäischen Union geschaffen worden.

## Präambel
Dem Rat liegt folgender Vertrag zugrunde:
in dem Bewußtsein der Solidarität, die beide Völker hinsichtlich ihrer wirtschaftlichen Entwicklung miteinander verbindet, wie dies in der Gemeinsamen Erklärung vom 22. Januar 1963 zu dem Vertrag gleichen Datums über die deutsch-französische Zusammenarbeit betont wird, in der Überzeugung, daß eine Verstärkung der Zusammenarbeit zwischen den beiden Staaten zur Verwirklichung der europäischen Wirtschafts- und Währungsunion beiträgt, sind zu diesem Zweck wie folgt übereingekommen […].

## Arbeitsweise
Die im Protokoll geregelten Vereinbarungen beziehen sich auf darauf, eine möglichst große Harmonisierung zwischen den Ländern in Wirtschafts- und Finanzfragen herzustellen, maßgeblich dazu sind die Artikel 1, 3 und 4. Nicht näher spezifiziert wird, was unter Wirtschaft zu verstehen ist, so dass wohl alle Bereiche gemeint sind, vom Bauwesen bis hin zu kleinen Wirtschaftsbranchen.
Ziel des Vertrages ist die Abstimmung der jeweiligen Regierungen und eine Harmonisierung in den o. g Feldern. 

## Neuere Entwicklungen
Zusammen mit den Absichtserklärungen der Steuerharmonisierung auf EU-Ebene wird dieses Abkommen hier noch auf eine verstärkte Zusammenarbeit, was Steuerfragen angeht, verstanden. Folgende Regelungen wurden EU-weit ergänzt:
1. Geltende steuerliche Maßnahmen, die als schädlicher Steuerwettbewerb einzustufen sind, zurückzunehmen
2. Künftig keine derartigen Maßnahmen mehr zu treffen („Stillhalteverpflichtung“).[3]

Auf der Jubiläumsveranstaltung zum 25-jährigen Bestehen des Rates hat man sich darauf verständigt die EU-Zinsrichtlinie möglichst schnell auszuweiten.
Auf der 48. Sitzung vom Februar 2016 in Paris wurden als Schwerpunkte vereinbart: Maßnahmen gegen Finanzierungskanäle des Terrorismus, Umsetzung eines umfassenden Ansatzes zur Bewältigung der Migrationsherausforderung, Mobilisierung privater und öffentlicher Investitionen in Europa, Förderung des Handels, der industriellen Zusammenarbeit und der digitalen Wirtschaft, Bekämpfung von Steuerbetrug und Steuerhinterziehung, Vertiefung der WWU und der Bankenunion.